# Sellos de España en 1998
Los sellos de España en el año 1998 fueron puestos en circulación por la Entidad Pública Empresarial Correos y Telégrafos de España (la impresión se realizó en la Fábrica Nacional de Moneda y Timbre). En total se emitieron 88 sellos postales (3 en hoja bloque), comprendidos en 39 series filatélicas de temáticas diversas.

## Descripción
| Fecha de emisión | Nombre de la serie y/o del sello (descripción) | Dimensiones (mm)        | Valor facial (en ptas.) |
| ---------------- | --- | ----------------------- | ----------------------- |
| 12.01            | «Xacobeo '99» 1) Diseño alusivo al Xacobeo de 1999, que representa un bordón o báculo y la calabaza para el agua, dos elementos tradicionales del peregrino | 21,5 × 24,9             | 35                      |
| 30.01            | «Serie básica» 1) La efigie del rey Juan Carlos I en color rojo | 21,5 × 24,9             | 70                      |
| 05.02            | «Fauna española en peligro de extinción» 1) El lince ibérico (Lynx pardinus) | 28.8 × 40,9             | 35                      |
| 10.02            | «Deportes» 1) La bandera y el escudo del Athletic Club de Bilbao con motivo del centenario de su fundación | 40,9 × 20.8             | 35                      |
| 13.02            | «Serie básica» 1) La efigie del rey Juan Carlos I en color rojo | 21,5 × 24,9             | 35                      |
| 26.02            | «Cómics» 1) Mortadelo y Filemón, historieta creada en 1958 por el dibujante Francisco Ibáñez | 28,8 × 40,9             | 35                      |
| 26.02            | 2) Zipi y Zape, historieta creada en 1948 por el dibujante José Escobar | 40,9 × 28,8             | 70                      |
| 06.03            | «Serie básica» 1) La efigie del rey Juan Carlos I en color verde | 21,5 × 24,9             | 15                      |
| 12.03            | «Paradores de turismo» 1) El Parador de Gredos en la localidad de Navarredonda de Gredos (Ávila) | 40,9 × 28,8             | 35                      |
| 16.03            | «Estatutos de Autonomía de Ceuta y Melilla» 1) La bandera y una panorámica de la ciudad de Ceuta con las Murallas Reales y el foso de San Felipe en primer plano | 28,8 × 40,9             | 150                     |
| 16.03            | 2) La bandera de Melilla y la Iglesia del Sagrado Corazón y en primer plano la plaza de Menéndez Pelayo | 40,9 × 28,8             | 150                     |
| 03.04            | «Generación del 98» 1) Sello dedicado a la Generación del 98 con retratos de algunos de sus miembros: Azorín, Pío Baroja, Miguel de Unamuno, Ramiro de Maeztu, Antonio Machado y Valle Inclán | 40,9 × 28,8             | 70                      |
| 17.04            | «Centenarios» 1) Un retrato de Pedro Pablo Abarca de Bolea, conde de Aranda, con motivo del segundo centenario de su fallecimiento; de fondo se puede ver el Palacio de Biota, el de Siétamo y el de Épila | 28,8 × 40,9             | 35                      |
| 29.04            | «Literatura española» 1) Motivo alusivo a la obra La Celestina del dramaturgo Fernando de Rojas | 28,8 × 40,9             | 35                      |
| 29.04            | 2) Motivo alusivo a la novela Fortunata y Jacinta de Benito Pérez Galdós | 28,8 × 40,9             | 70                      |
| 30.04            | «Barcos de época» Dos acuarelas del manuscrito Fiestas reales en el reinado de Fernando VI de la Real Biblioteca de Madrid, obra de Carlo Broschi, Farinelli, que representan embarcaciones de la denominada "Escuadra del Tajo" 1) La Embarcación Real | 40,9 × 28,8             | 35                      |
| 30.04            | 2) Jebeque Tajo | 40,9 × 28,8             | 70                      |
| 05.05            | «Europa 1998» 1) Serie anual a cargo de PostEurop, ese año bajo el tema Fiestas populares; el sello muestra un motivo alusivo a la celebración de las Fogueres de Sant Joan (Hogueras de San Juan) en Alicante | 28,8 × 40,9             | 70                      |
| 18.05            | «Centenario del Ilustre Colegio Oficial de Médicos de Madrid» 1) Retrato del médico y profesor Carlos Jiménez Díaz con motivo del centenario de la creación del Colegio Oficial de Médicos de Madrid | 40,9 × 28,8             | 35                      |
| 26.05            | «Serie básica» (HB) La primera hoja bloque contiene los sellos con los valores de 100, 200 y 300 pesetas, una viñeta sin valor postal con el Escudo de Armas del Rey y la flor de lis heráldica representativa de la Casa de Borbón 1) La efigie del rey Juan Carlos I en color marrón | 28,8 × 40,9             | 100                     |
| 26.05            | 2) La efigie del rey Juan Carlos I en color gris | 28,8 × 40,9             | 200                     |
| 26.05            | 3) La efigie del rey Juan Carlos I en color púrpura | 28,8 × 40,9             | 300                     |
| 26.05            | La segunda hoja bloque contiene los sellos con los valores de 500 y 1000 pesetas, una viñeta sin valor postal con el Escudo de Armas del Rey, una con el escudo de España y la flor de lis heráldica 4) La efigie del rey Juan Carlos I en color azul | 28,8 × 40,9             | 500                     |
| 26.05            | 5) La efigie del rey Juan Carlos I en color morado | 28,8 × 40,9             | 1.000                   |
| 28.05            | «Personajes populares» 1) El naturalista y amante de los animales Félix Rodríguez de la Fuente | 40,9 × 28,8             | 35                      |
| 28.05            | 2) El payaso "Fofó" (Alfonso Aragón Bermúdez) | 28,8 × 40,9             | 70                      |
| 01.06            | «IV centenario de la muerte de Felipe II» 1) Retrato del rey Felipe II, realizado por Antonio Moro, que conserva en el Museo de Bellas Artes de Bilbao | 28,8 × 40,9             | 35                      |
| 02.06            | «Federico García Lorca» 1) Fotografía de Federico García Lorca con veintiún años en ocasión del centenario de su nacimiento | 28,8 × 40,9             | 35                      |
| 05.06            | «Grabadores españoles» 1) El grabador Antonio Manso Fernández trabajando en el sello dedicado a la reina «Isabel II» de 1978 | 40,9 × 28,8             | 35                      |
| 05.06            | 2) El grabador José Luis López Sánchez-Toda trabajando en el sello dedicado a «Mariana Pineda» de 1935 | 40,9 × 28,8             | 70                      |
| 12.06            | «Centenario de la declaración de independencia de Filipinas» 1) Reproducción de la imagen del Santo Niño de Cebú, patrón de las Filipinas, y la basílica homónima; las banderas de España y de Filipinas, y la leyenda «Filipinas, Méjico y España: Un siglo de amistad» | 40,9 × 28,8             | 70                      |
| 10.07            | «Arte español» 1) La escultura Hermanitos de leche conservada en el Museo Nacional del Prado, obra del escultor Aniceto Marinas | 28,8 × 40,9             | 35                      |
| 04.09            | «Expo '98 - Lisboa» 1) Motivo alusivo con el logotipo de la Exposición Internacional de 1998 celebrada en Lisboa entre el 22 de mayo y el 30 de septiembre | 40,9 × 28,8             | 70                      |
| 16.09            | «XX Conferencia Internacional sobre Protección de Datos» 1) Ilustración que muestra un ordenador, una carta y un disquete con motivo de la XX Conferencia Internacional sobre Protección de Datos celebrada en Santiago de Compostela bajo la organización de la Agencia Española de Protección de Datos | 40,9 × 28,8             | 70                      |
| 18.09            | «Exfilna ’98 – Barcelona» (HB) 1) Reproducción de la Catedral de Barcelona con motivo de la XXXVI Exposición Filatélica Nacional (Exfilna), celebrada en Barcelona La hoja bloque muestra una panorámica de la ciudad condal en forma de puzle, el logotipo de la exposición, el de la celebración del VII centenario de la catedral, el emblema de la FESOFI y el de la FECAFIL | 28,8 × 40,9 (105 × 78)  | 150                     |
| 19.09            | «Patrimonio mundial de la humanidad» 1) La Ciudad histórica fortificada de Cuenca | 49,8 × 33,2             | 35                      |
| 19.09            | 2) La La Lonja de la Seda en Valencia | 49,8 × 33,2             | 70                      |
| 25.09            | «Correspondencia epistolar escolar - escenas del Quijote» Serie monográfica estudiantil, cuyas ilustraciones son obra del humorista gráfico Antonio Mingote, y que en esta ocasión representan pasajes del Quijote 1) En un lugar de la Mancha | 49,8 × 33,2             | 20                      |
| 25.09            | 2) Llenósele la fantasía | 49,8 × 33,2             | 20                      |
| 25.09            | 3) Armado caballero | 49,8 × 33,2             | 20                      |
| 25.09            | 4) La del alba sería | 49,8 × 33,2             | 20                      |
| 25.09            | 5) Le molió como Cibera | 49,8 × 33,2             | 20                      |
| 25.09            | 6) El donoso escrutinio | 49,8 × 33,2             | 20                      |
| 25.09            | 7) Has de saber, amigo Sancho... | 49,8 × 33,2             | 20                      |
| 25.09            | 8) Los gigantes | 49,8 × 33,2             | 20                      |
| 25.09            | 9) Viole bajar y subir con tanta gracia | 49,8 × 33,2             | 20                      |
| 25.09            | 10) El escuadrón de ovejas | 49,8 × 33,2             | 20                      |
| 25.09            | 11) Los galeotes | 49,8 × 33,2             | 20                      |
| 25.09            | 12) Los cueros | 49,8 × 33,2             | 20                      |
| 25.09            | 13) El encantamiento | 49,8 × 33,2             | 20                      |
| 25.09            | 14) Oh Princesa del Toboso | 49,8 × 33,2             | 20                      |
| 25.09            | 15) El caballero de los espejos | 49,8 × 33,2             | 20                      |
| 25.09            | 16) El león | 49,8 × 33,2             | 20                      |
| 25.09            | 17) La cueva de Montesinos | 49,8 × 33,2             | 20                      |
| 25.09            | 18) Clavileño | 49,8 × 33,2             | 20                      |
| 25.09            | 19) Sancho, gobernador | 49,8 × 33,2             | 20                      |
| 25.09            | 20) Doña Rodríguez | 49,8 × 33,2             | 20                      |
| 25.09            | 21) Compañero mío | 49,8 × 33,2             | 20                      |
| 25.09            | 22) Parecioles espaciosísimo | 49,8 × 33,2             | 20                      |
| 25.09            | 23) El caballero de la Blanca Luna | 49,8 × 33,2             | 20                      |
| 25.09            | 24) La vuelta a casa | 49,8 × 33,2             | 20                      |
| 06.10            | «Centenarios» 1) Una fografía del escritor y diplomático Ángel Ganivet, en ocasión del centenario de su muerte | 40,9 × 28,8             | 35                      |
| 06.10            | 2) Una imagen de la Giralda de Sevilla, con motivo de los 800 años de su existencia | 28,8 × 40,9             | 70                      |
| 08.10            | «Premio de arquitectura Aga Khan 1998» 1) Una imagen de la Alhambra de Granada: Los jardines de El Partal y la torre de las Damas al fondo, sede de la séptima edición del Premio Aga Khan de Arquitectura | 28,8 × 40,9             | 35                      |
| 09.10            | «Día del Sello» 1) Motivo alusivo que muestra el emblema de la Unión Postal Universal (UPU) sobre un triángulo azul, en cuyos lados se encuentran las siglas de: Federación Internacional de Asociaciones de Comerciantes de Sellos de Correos (IFSDA), Federación Internacional de Filatelia (FIP), Asociación Internacional de Periodistas Filatélicos (AIJP), Asociación Mundial para el Desarrollo de la Filatelia (WADP) y Asociación Internacional de Editores de Catálogos y Revistas Filatélicas (ASCAT) | 40,9 × 28,8             | 70                      |
| 13.10            | «UPAEP 1998» 1) Retrato de la actriz María Guerrero sobre una escena de La Leona de Castilla, drama histórico escrito por Francisco Villaespesa, es el diseño elegido por España para la emisión conjunta de la UPAEP, ese año bajo el tema Mujeres destacadas | 40,9 × 28,8             | 70                      |
| 28.10            | «150º aniversario del ferrocarril en España» 1) Reproducción del tren de la primera línea de ferrocarril en España (Barcelona-Mataró) y un tren de alta velocidad Euromed | 40,9 × 28,8             | 35                      |
| 06.11            | «Base Antártica Española Juan Carlos I» 1) Panorámica de la Base Antártica Juan Carlos I, situada en la isla Livingston (Islas Shetland del Sur), y su logotipo | 40,9 × 28,8             | 35                      |
| 11.11            | «La Seo de San Salvador – Zaragoza» (HB) La hoja bloque reproduce un fragmento del Retablo Mayor de la Catedral de San Salvador de Zaragoza 1) Parte superior izquierda del retablo (una serie de ángeles alados) | 28,8 × 40,9 (105 × 122) | 35                      |
| 11.11            | 2) Parte inferior derecha del retablo (la Virgen con el Niño y dos fieles adorantes) | 28,8 × 40,9 (105 × 122) | 35                      |
| 13.11            | «Navidad 1998» 1) La castañera, dibujo del pintor Rafael Seca | 28,8 × 40,9             | 35                      |
| 13.11            | 2) Detalle de un capitel románico de la Catedral de Oviedo que representa los desposorios de la Virgen y San José | 28,8 × 40,9             | 70                      |
| 20.11            | «400º aniversario de la fundación de Nuevo México» 1) Retrato del expedicionario Juan de Oñate, colonizador de Nuevo México, y dos arcabuceros a caballo | 40,9 × 28,8             | 35                      |
| 20.11            | 2) Reproducción del mapa con el Camino Real que recorrió Juan de Oñate y el escudo de Felipe II | 40,9 × 28,8             | 70                      |
| 23.11            | «Ruta de los caminos de Sefarad» 1) El busto de Benjamín Tudela, conservado en la Judería de la ciudad de Tudela (Navarra), y una estrella de David | 40,9 × 28,8             | 35                      |
| 23.11            | 2) Reproducción de una de las casa que formaron el barrio judío de la localidad de Hervás (Cáceres) y una menora | 40,9 × 28,8             | 35                      |
| 23.11            | 3) La portada de la Iglesia del Corpus Christi en Segovia (sinagoga hasta el siglo XV) y una estrella de David | 40,9 × 28,8             | 70                      |
| 23.11            | 4) La Iglesia de Santa María la Blanca en Toledo (antiguamente una sinagoga) y una menora | 40,9 × 28,8             | 70                      |
| 02.12            | «Reserva de la biosfera» 1) Panorámica de la localidad de Alayor y el monte Toro en la isla de Menorca, declarada en 1993 por la Unesco lcomo Reserva de la biosfera | 40,9 × 28,8             | 35                      |
| 09.12            | «XXX aniversario Academia Olímpica Española» 1) Un busto del filósofo Platón, un ánfora griega que representa a un joven corriendo y el logotipo de la Academia Olímpica Española | 40,9 × 28,8             | 70                      |
| 10.12            | «Derechos humanos» 1) Retrato del diplomático Ángel Sanz Briz, quien salvó a miles de judíos en Budapest del Holocausto | 28,8 × 40,9             | 35                      |
| 10.12            | 2) Reproducción del diseño ganador del concurso conmemorativo en España del 50.º aniversario de la Declaración de los Derechos Humanos, que representa un corazón rojo, conformado por huellas dactilares humanas, sobre un fondo verde | 28,8 × 40,9             | 70                      |
| 29.12            | «Exposición Mundial de Filatelia España 2000 – caballos cartujanos» Serie con motivo de la Exposición Mundial de Filatelia - España 2000 dedicada al caballo de la Yeguada La Cartuja-Hierro del Bocado 1) Un caballo blanco y otro alazán | 40,9 × 28,8             | 20                      |
| 29.12            | 2) Un caballo moro | 40,9 × 28,8             | 35                      |
| 29.12            | 3) La cabeza de un caballo blanco | 40,9 × 28,8             | 70                      |
| 29.12            | 4) Una yegua blanca y un potro alazán | 40,9 × 28,8             | 100                     |
| 29.12            | 5) Un caballo bayo | 40,9 × 28,8             | 150                     |
| 29.12            | 6) Un caballo y una yegua blancos, con crines negros | 40,9 × 28,8             | 185                     |